# Ronan Keating
Ronan Patrick John Keating, född 3 mars 1977 i Dublin, är en irländsk popsångare och låtskrivare. Han är leadsinger i pojkbandet Boyzone. Sen de splittrades 2000 har han gjort solokarriär. Efter återföreningen 2008 kombinerar han karriärerna. 
Keating fick 1999 en stor hit med en cover av låten When You Say Nothing At All som förekommer i filmen Notting Hill, och fick året därpå ännu en med låten Life Is A Rollercoaster. Keating är även jurymedlem i X-factor Australia och skådespelare. Hans debutfilm var Goddess (2013) i regi av Mark Lamprell där han hade en av huvudrollerna.

## Eurovision Song Contest
Keating var programledare för Eurovision Song Contest 1997 tillsammans med Carrie Crowley och i pausen framträdde han på scenen tillsammans med Boyzone. 2005 medverkade han i Eurovisionens 50-årsjubileumsshow där han i pausen framförde Life is a Rollercoaster. 2009 medverkade han för första gången med ett tävlande bidrag, då i form av upphovsman bakom det danska bidraget Believe Again som framfördes av Niels Brinck.

## Privatliv
Keatings första äktenskap var med Yvonne Connolly, med vilken han har tre barn. Makarna separerade år 2010 och skilsmässan gick igenom i mars 2015. Samma år som Keating och ex-frun Yvonne hade separerat träffade han australiskan Storm Uechtritz, vilken han senare gifte sig med år 2015. Tillsammans med henne har de två barn.

## Diskografi
- 2000 - Ronan
- 2002 - Destination
- 2003 - Turn It On
- 2004 - 10 Years of Hits
- 2006 - Bring You Home
- 2009 - Songs for My Mother
- 2009 - Winter Songs